# A Sinless Sinner
A Sinless Sinner è un film muto del 1919 diretto da James C. McKay (con il nome James McKay).

## Produzione
Il film fu prodotto dalla British & Colonial Kinematograph Company.

## Distribuzione
Distribuito dalla World, uscì nelle sale cinematografiche britanniche nell'agosto 1919. Negli Stati Uniti, fu distribuito dalla Pioneer Film Corporation con il titolo Midnight Gambols.